# Yeongcheon
Yeongcheon est une ville de la Corée du Sud, dans la province du Gyeongsang du Nord.

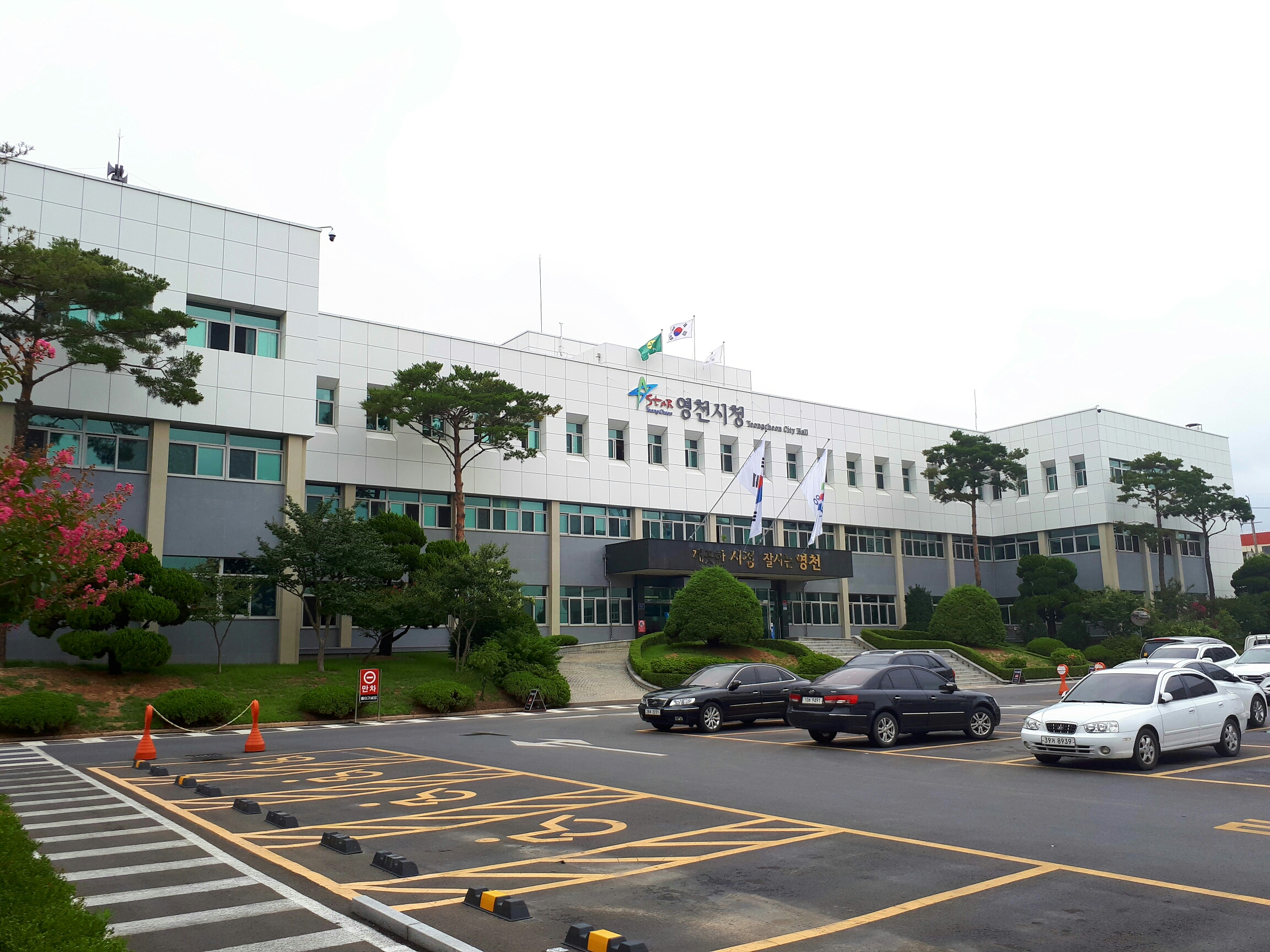
Hôtel de ville de Yeongcheon

## Jumelages
- Kuroishi (Japon) depuis 1984
- Kaifeng (Chine) depuis 2005
- Yongin (Corée du Sud) depuis 2008
- Seongdong-gu (Corée du Sud) depuis 2008
- Suseong-gu (Corée du Sud) depuis 2008

## Personnalités liées
- Baek Mu San, écrivain
- Ha Geun-chan, écrivain